# Viața unui oraș - viața începe mâine
Viața unui oraș - viața începe mâine este un film românesc din 1929 regizat de Jean Mihail.